# Молоа
Молоа је српска музичка група из Београда. Представља се као постмодерни рок трио.

## Историја
Група Молоа је основана почетком 2017. године. Првобитну поставу групе чинили су Сергеј Соколов (гитара, вокал), Емилија Ђорђевић (бас гитара) и Андреј Младеновић (бубањ). Први наступ састав је одржао 30. марта 2017. године у београдском клубу Електропионир.
Дебитантски сингл Сат у глави Молоа је објавила 8. марта 2017. године. Почетком наредног месеца представила је спот за песму Понекад. Дана 26. априла 2017. године појавила се песма Инсајдер и тиме је група комплетирала објављивање свог првог EP издања. Истог дана EP је постао доступан у дигиталном формату на сајту Бендкемп.

## Чланови

### Садашњи
- Сергеј Соколов — гитара, вокал
- Емилија Ђорђевић — бас гитара

### Бивши
- Андреј Младеновић [а] — бубањ

## Дискографија

### издања
- (2017)